# Acuapa, Hidalgo
Acuapa är en ort i Mexiko.   Den ligger i kommunen Tlanchinol och delstaten Hidalgo, i den sydöstra delen av landet, 180 km norr om huvudstaden Mexico City. Acuapa ligger 500 meter över havet och antalet invånare är 283.
Terrängen runt Acuapa är kuperad åt sydost, men åt nordväst är den bergig. Acuapa ligger nere i en dal. Runt Acuapa är det ganska tätbefolkat, med 166 invånare per kvadratkilometer. Närmaste större samhälle är Lototla, 19,9 km sydväst om Acuapa. Omgivningarna runt Acuapa är en mosaik av jordbruksmark och naturlig växtlighet.